# Exorista rendina
Exorista rendina är en tvåvingeart som beskrevs av Herting 1975. Exorista rendina ingår i släktet Exorista och familjen parasitflugor.
Artens utbredningsområde är Grekland. Inga underarter finns listade i Catalogue of Life.